# 1741 au théâtre
| Années du théâtre : 1738 - 1739 - 1740 - 1741 - 1742 - 1743 - 1744    |
| Décennies du théâtre : 1710 - 1720 - 1730 - 1740 - 1750 - 1760 - 1770 |

## Événements

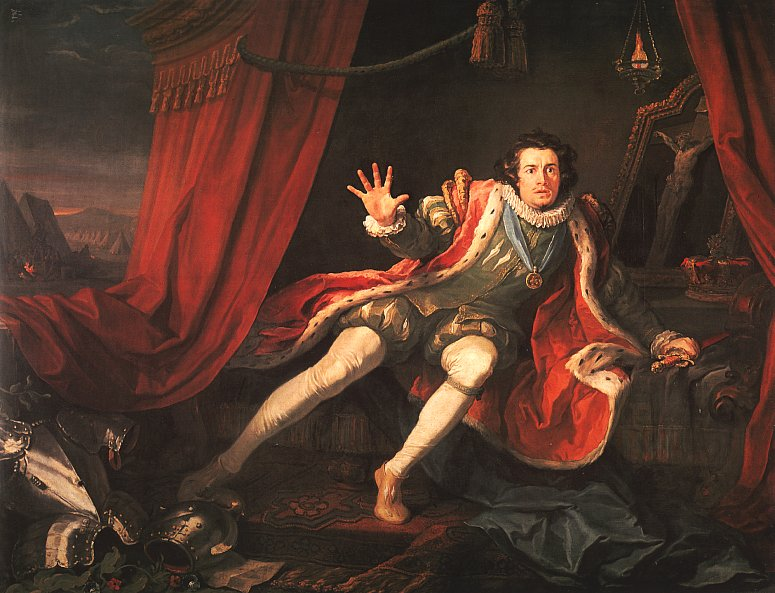
19 octobre : David Garrick joue Richard III, toile de 1745

- David Garrick fait sa première apparition comme comédien professionnel à Ipswich, dans Oroonoko or The Royal Slave, de Thomas Southerne. Son succès lui vaut de jouer le rôle-titre dans Richard III de Shakespeare le 19 octobre, où il soulève l’enthousiasme et devient l’un des comédiens les plus populaires de son temps.
- 14 mars : Marie-Thérèse fonde le Hofburgtheater à  Vienne (aujourd’hui Burgtheater).
- Nicolas Huau prend la direction de la comédie de Dunkerque.
- Marivaux écrit une comédie en un acte et en prose, La Commère pour le Théâtre Italien à Paris, mais elle n'est pas représentée ; le manuscrit est redécouvert en 1965 et  la pièce créée en 1967[1].

## Pièces de théâtre représentées
- 20 février : La Chercheuse d’esprit, comédie à couplets de Charles-Simon Favart, Paris.
- 25 avril : Le Fanatisme ou Mahomet le Prophète, tragédie de Voltaire, création à Lille, théâtre de la rue de la Vieille Comédie.
- juillet : Banchō Sarayashiki, pièce bunraku, Edo, Toyotakeza.

## Naissances
- 27 juin : Marie-Madeleine Jodin, actrice et philosophe féministe française, morte en 1790.
- août : Ichikawa Danjūrō V, acteur japonais de kabuki, mort le 29 octobre 1806.
- 4 octobre : Franciszek Karpiński, poète, écrivain et dramaturge polonais, mort le 16 septembre 1825.

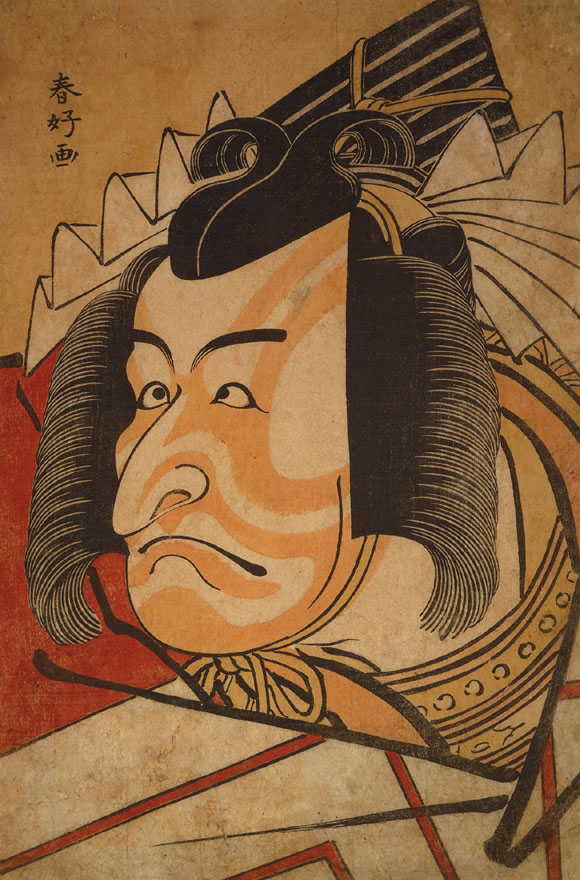
Ichikawa Danjūrō V dans le rôle du héros dans Shibaraku, estampe de Katsukawa Shunkō I, vers 1788-1791

## Décès
- 11 janvier : Charles Porée, prêtre jésuite français, homme de lettres, auteur de tragédies et de comédies néo-latines pour les élèves des collèges jésuites, né le 4 septembre 1675.
- 17 mars : Jean-Baptiste Rousseau, poète et dramaturge français, né le 6 avril 1670.
- 5 décembre : Fabio Sticotti, acteur originaire du Frioul, membre de la Comédie-Italienne à Paris, né en 1676.